# Dancing in the Streets – Body Language
Dancing in the Streets – Body Language ist ein niederländischer Tanzfilm aus dem Jahr 2011.

## Handlung
Die fünf besten Dance-Crews der Niederlande wollen eine Reise nach New York zum Battle-of-Broadway-Tanzwettbewerb antreten. Kurz vor der Abreise wird ihnen die Förderung von offizieller Stelle entzogen. Die Tänzer Brian, Samuel, Nina, Tara und Ray, die alle aus unterschiedlichen Crews stammen, wollen trotzdem diese einmalige Chance nicht verpassen und machen sich trotzdem auf den Weg in die USA. In New York angekommen stehen sie vor einem Problem: Sie können ohne Geld und gemeinsame Choreographie nicht am Wettbewerb teilnehmen. Sie proben im Park eine von Nina erdachte Choreographie ein. Ein Flirt von Samuel, Ramona, kann der Gruppe eine Lagerhalle zum Proben vermitteln. In der Freizeit versucht Tara an Geld zu kommen und tanzt in einem Rotlichtlokal, welches sie aber bald verlässt. Ray hingegen will seinen lang verschollenen Vater wiedersehen. Er findet ihn als einfachen Bühnenarbeiter. Dieser ermutigt ihn, weiterhin an seinem Traum als Tänzer zu arbeiten. Beim Tanzwettbewerb kann die Truppe mit einer ungewöhnlichen Choreographie auftrumpfen und kann die spanische Konkurrenztruppe hinter sich lassen.

## Kritik
Cinema.de meint: „Nichts Neues an der Tanzfilmfront: Man muss zusammen arbeiten, um seinen Traum zu erfüllen. Fazit: Eurodance mit dünner Handlung“.

## Hintergrund
Die Produktionskosten beliefen sich auf 2 Millionen Euro. Der Film wurde von A-Film Distribution, Flinck Film, Johan Nijenhuis & Co, Launch Works und RTL Entertainment produziert.

## Auszeichnungen
- 2011: Goldener Film
- 2012: Nominiert für den Rembrandt Award in der Kategorie Bester Filmsong für Partysquad